# Union Station (Dallas)
Pour les articles homonymes, voir Union Station.
Union Station à Dallas dans l'État du Texas est un important hub ferroviaire aux États-Unis.

## Histoire
La gare est mise en service en 1916 et reconstruite en 2008.

## Service des voyageurs

### Desserte
- Ligne d'Amtrak : Le Texas Eagle: Los Angeles - Chicago
- DART: Ligne rouge et bleue; Trinity Railway Express